# Guntzviller
Guntzviller é uma comuna francesa na região administrativa de Grande Leste, no departamento de Mosela. Estende-se por uma área de 5,39 km². Em 2010 a comuna tinha 398 habitantes (densidade: 73,8 hab./km²).